# Plicosepalus robustus
Plicosepalus robustus är en tvåhjärtbladig växtart som beskrevs av D. Wiens & R.M. Polhill. Plicosepalus robustus ingår i släktet Plicosepalus och familjen Loranthaceae. Inga underarter finns listade i Catalogue of Life.